# Frank Lampard
Frank James Lampard, angleški nogometaš in trener, * 20. junij 1978, Romford, Anglija, Združeno kraljestvo,
Lampard je trener in nekdanji nogometaš, dolgoletni član Chelsea, igraj je na sredini igrišča. Lampard je bil najučinkovitejši aktivni igralec z 203 goli, kar je največ zadetkov za kakega vezista v zgodovini kluba. V zgodovini Premier League je drugi vezist, ki je zadel 100 golov, za Matthewom Le Tissierjem.

## Klubska kariera

### West Ham United

#### 1995-2001
Lampard je začel svojo kariero v West Ham Unitedu, v očetovem nekdanjem klubu. Mladinski ekipi se je pridružil leta 1994, kjer je igral odlično, ter si zagotovil mesto v prvi ekipi v sezoni 1997-98. Ekipe je pomagal da doseže najboljšo uvrstitev v zgodovini kluba z uvrstitvijo v UEFA pokalu. V nadaljevanju sezon je Lampard dosegel 14 golov v vseh tekmovanjih s pozicije vezista. Napredek je bil opazen, saj se je leta 2001 preselil k rivalom iz Londona, klubu Chelsea.

### Chelsea

#### 2001–2004
Lampardov Premier Ligaški debi v dresu Chelsea je prišel 19 Avgusta 2001 proti ekipi Newcastle Uniteda, njegov prvi rdeči karton pa je prišel 16 Septembra proti ekipi Tottenhama.
V sezoni 2001-2002 je nastopil na vseh ligaških tekmah in zabil 8 golov. V naslednji sezoni je na prvi tekmi proti Charltonu zadel za zmago Chelsea.
V nadaljevanju sezone je bil izbran za najboljšega igralca meseca Septembra in pa za najboljšega igralca Oktobra po izboru navijačev. Chelsea je sezono zaključil na 2 mestu za Arsenalom, ki je bil tisto sezono nepremagljiv. Bil je imenovan v ekipi leta, saj je dosegel 10 golov v ligi in pa 4 gole v Ligi Prvakov, v kateri je Chelsea prišel do polfinala v katerem je izgubil proti Monaku.

#### 2004-
Lampard je začel novo sezono dobro, saj je zadel proti Crystal Palaceu. Tekma se je končala z zmago Chelsea 4-1.
Zadel je 2-krat proti Boltonu.Tekma se je končala z zmago 2-0, Chelsea pa je osvojil Premier Ligo
V sezoni 2004/2005 je odigral vseh 38 tekm angleškega prvenstva. Prvenstvo je končal z 13 zadetki (19 v vseh tekmovanjih), dodal pa je še 16 podaj, kar ga je uvrščalo med najboljšega podajalca lige.